# Vittavaara
Vittavaara är en kulle i Finland.   Den ligger i den ekonomiska regionen  Rovaniemi ekonomiska region  och landskapet Lappland, i den norra delen av landet, 700 km norr om huvudstaden Helsingfors. Toppen på Vittavaara är 212 meter över havet, eller 64 meter över den omgivande terrängen. Bredden vid basen är 3,2 km.
Terrängen runt Vittavaara är huvudsakligen platt. Runt Vittavaara är det mycket glesbefolkat, med 2 invånare per kvadratkilometer.